# افرای سرخ پوست‌ماری
افرای سرخ پوست‌ماری (نام علمی: Acer capillipes) نام یک گونه از سرده افرا است.